# تواتر مبهمي
التواتر المبهمي يشير إلى نشاط العصب المبهم، وهو العصب القحفي العاشر ومكون أساسي للفرع اللاودي من الجهاز العصبي الذاتي. لا يكون هذا الفرع من الجهاز العصبي تحت سيطرة واعية، وهو مسؤول إلى حد كبير عن تنظيم العديد من عمليات الجسم أثناء الراحة. يؤدي النشاط المبهمي إلى تأثيرات مختلفة، بما في ذلك: خفض معدل ضربات القلب، وتوسع/انقباض الأوعية، والنشاط الغدي في القلب، والرئتين، والجهاز الهضمي، فضلًا عن التحكم في حساسية الجهاز الهضمي وحركته والتهاباته.
في هذا السياق، يشير التواتر بالتحديد إلى الطبيعة المستمرة للنشاط القاعدي اللاودي الذي يبديه العصب المبهم. في حين أن المدخلات المبهمية القاعدية ثابتة، لكن يعتمد تنظيم درجة النشاط الذي يعمل به على توازن المدخلات الودية واللاودية في الجهاز العصبي الذاتي، مع سيطرة النشاط اللاودي بشكل عام. كثيرًا ما يُستخدم التواتر المبهمي لتقييم وظائف القلب، وهو مفيد أيضًا في تقييم التنظيم العاطفي وغيره من العمليات التي تؤثر أو تتأثر بتغيرات النشاط اللاودي.
يمكن قياس التواتر المبهمي بواسطة إجراءات باضعة أو غير باضعة. الإجراءات الباضعة هي الأقلية وتشمل تحفيز العصب المبهم بتقنيات يدوية أو كهربائية. تعتمد التقنيات غير الباضعة بشكل أساسي على فحص سرعة القلب وتباين سرعته.

## القياس غير الباضع للتواتر المبهمي
في معظم الحالات، لا يقاس التواتر المبهمي مباشرةً. بدلًا من ذلك، تُقاس العمليات التي تتأثر بالعصب المبهم -وتحديدًا سرعة القلب وتباين سرعة القلب- وتُستخدم كبديل عن التواتر المبهمي. ترتبط الزيادة في التواتر المبهمي (وبالتالي النشاط المبهمي) بشكل عام بانخفاض في سرعة القلب وتباينها. ومع ذلك، أثناء اختبار الميل في هبوط الضغط الانتصابي المتدرج، يعد استرجاع التواتر المبهمي مؤشرًا غير مباشر على اللياقة القلبية الوعائية.

### التعصيب المبهمي للقلب
يتم التحكم بشكل كبير في سرعة القلب عبر نشاط ناظم الخُطى (منظم ضربات القلب) الداخلي. في القلب السليم، يكون ناظم الخطى الرئيسي عبارة عن مجموعة من الخلايا على حدود الأذينة والوريد الأجوف تسمى العقدة الجيبية الأذينية. تعمل خلايا القلب أوتوماتيكيًا، إذ تملك القدرة على توليد دفعة كهربائية دون محفز خارجي. تحدد الدفعة الكهربائية التي تولدها العقدة الجيبية الأذينية تلقائيًا سرعة بقية القلب.
في حال غياب المحفزات الخارجية، تحافظ النظم الجيبية الأذينية بشكل عام على سرعة القلب في حدود 60 إلى 100 نبضة في الدقيقة. يعمل فرعا الجهاز العصبي الذاتي معًا لزيادة أو إبطاء سرعة القلب. يعمل العصب المبهم على العقدة الجيبية الأذينية، ويبطئ توصيله ويعدل التواتر المبهمي، عن طريق الناقل العصبي الأسيتيل كولين وتغيير اتجاه تدفق التيارات الأيونية والكالسيوم لخلايا القلب. بسبب تأثيره على معدل ضربات القلب، يمكن قياس التواتر المبهمي عن طريق قياس تعديل سرعة القلب وتباين سرعة القلب.

### اضطراب النظم الجيبي التنفسي
عادةً ما يكون اضطراب النظم الجيبي التنفسي من الاختلافات الطبيعية الحميدة في سرعة القلب التي تحدث أثناء كل دورة تنفّس: تزداد سرعة القلب عند الشهيق وتتناقص عند الزفير. عُرف اضطراب النظم الجيبي التنفسي لأول مرة من قبل كارل لودفيغ في عام 1847 ولكنه ما زال غير مفهومًا بصورة كاملة. لوحظ لدى البشر من بدايات الحياة حتى سن البلوغ، ويوجد في العديد من الأنواع المختلفة.
أثناء الشهيق، ينخفض الضغط داخل الصدر بسبب تقلص عضلة الحجاب الحاجز ونزولها وتوسع تجويف الصدر. وينخفض الضغط الأذيني كنتيجة لذلك، ما يؤدي إلى زيادة تدفق الدم إلى القلب، ما يؤدي بدوره إلى تنشيط مستقبلات الضغط التي تعمل على تقليل التواتر المبهمي. هذا يسبب زيادة في سرعة القلب.
أثناء الزفير، يسترخي الحجاب الحاجز، ويتحرك نحو الأعلى، ويقلل من حجم تجويف الصدر، ما يسبب زيادة في الضغط داخل الصدر. تعيق هذه الزيادة في الضغط العائد الوريدي للقلب ما يؤدي إلى انخفاض الضغط الأذيني وتقليل تنشيط المستقبلات. هذا يخفف من تثبيط التواتر المبهمي ويؤدي إلى نقصان سرعة القلب.

### اضطراب النظم الجيبي التنفسي كمقياس للتواتر المبهمي
كثيرًا ما يُستخدم اضطراب النظم الجيبي التنفسي كوسيلة غير باضعة لقياس التواتر المبهمي، في الدراسات الفيزيولوجية والسلوكية والعديد من الدراسات السريرية. يمكن تحقيق ذلك باستخدام تسجيل تخطيط كهربائية القلب، على الرغم من تطوير طرائق أخرى تستفيد من العلاقات بين تخطيط كهربائية القلب والتنفس. يجب تفسير قياسات اضطراب النظم الجيبي التنفسي بحذر، لأن العديد من العوامل بما في ذلك الاختلافات بين الأفراد يمكن أن تغير العلاقة بين اضطراب النظم الجيبي التنفسي والتواتر المبهمي.

### رؤى في علم النفس والأمراض
يقدم قياس التواتر المبهمي نظرة ثاقبة في السلوك الاجتماعي والعلاقات الاجتماعية وعلم النفس البشري. تركز الكثير من هذه الدراسات على الرضع والأطفال. يمكن استخدام التواتر المبهمي القاعدي إما كمؤشر محتمل للسلوك أو كإشارة على الصحة العقلية (خاصةً تنظيم الانفعالات والقلق والاضطرابات الداخلية والخارجية).
يُستخدم اضطراب النظم الجيبي التنفسي والتواتر المبهمي كمؤشرات تساعد في تحديد شدة اضطرابات النمو العصبي مثل اضطرابات طيف التوحد. أظهر الأطفال الذين لديهم ارتباطات أكثر أمانًا بأمهاتهم استجابة عاطفية أكبر، وانغلاقًا اجتماعيًا أقل، وتواترًا مبهميًا أعلى.